# Remo nos Jogos Olímpicos de Verão de 2012 - Skiff simples feminino
As competições de remo nos Jogos Olímpicos de Verão de 2012 na modalidade skiff simples feminino foram disputadas entre os dias 28 de julho e 4 de agosto no Lago Dorney em Londres.

## Medalhistas
| Ouro   | CZE Miroslava Knapková |
| Prata  | DEN Fie Udby Erichsen  |
| Bronze | AUS Kim Crow           |

## Resultados
- Regras de qualificação: 1-3->Q, 5..->R

### Eliminatórias

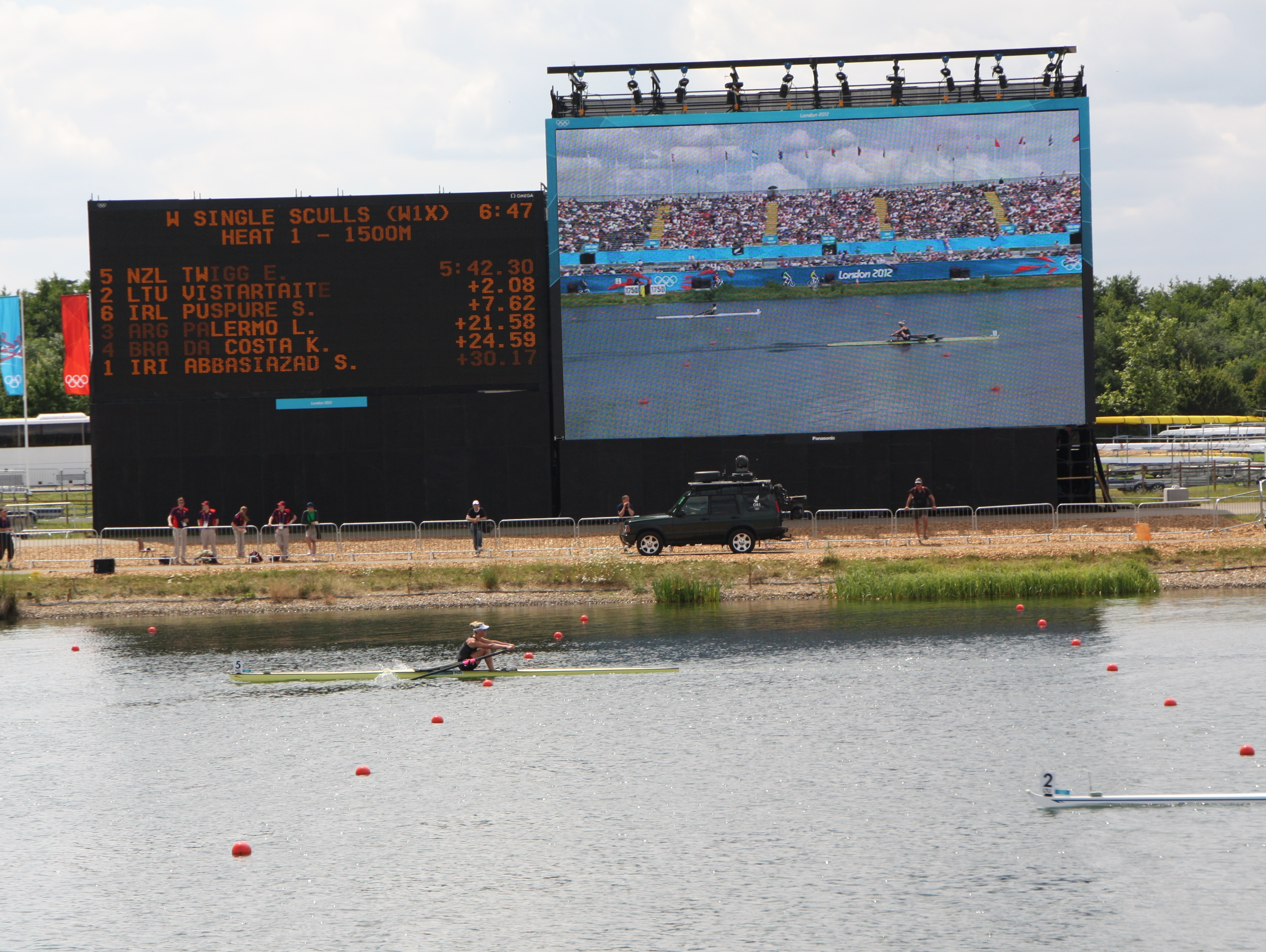
Neozelandesa Emma Twigg durante as eliminatórias do skiff simples.

#### Eliminatória 1
| Pos. | Atleta                 | Tempo   | Notas |
| ---- | ---------------------- | ------- | ----- |
| 1    | NZL Emma Twigg         | 7:40.24 | Q     |
| 2    | LTU Donata Vištartaitė | 7:43.07 | Q     |
| 3    | IRL Sanita Puspure     | 7:49.35 | Q     |
| 4    | BRA Kissya da Costa    | 8:07.75 | Q     |
| 5    | ARG Lucia Palermo      | 8:07.89 | R     |
| 6    | IRI Soulmaz Abbasi     | 8:17.46 | R     |

#### Eliminatória 2
| Pos. | Atleta                   | Tempo   | Notas |
| ---- | ------------------------ | ------- | ----- |
| 1    | AUS Kim Crow             | 7:41.18 | Q     |
| 2    | AZE Nataliya Mustafayeva | 7:46.01 | Q     |
| 3    | ZIM Micheen Thornycroft  | 7:47.10 | Q     |
| 4    | CUB Yariulvis Cobas      | 7:48.58 | Q     |
| 5    | ESA Camila Vargas Palomo | 8:01.60 | R     |
| 6    | KOR Kim Ye-Ji            | 8:04.68 | R     |

#### Eliminatória 3
| Pos. | Atleta                             | Tempo   | Notas |
| ---- | ---------------------------------- | ------- | ----- |
| 1    | CZE Miroslava Knapková             | 7:24.17 | Q     |
| 2    | DEN Fie Udby Erichsen              | 7:29.37 | Q     |
| 3    | GER Marie Louise Dräger            | 7:44.23 | Q     |
| 4    | THA Phuttharaksa Neegree Rodenburg | 7:52.62 | Q     |
| 5    | KAZ Svetlana Germanovich           | 8:01.94 | R     |
| 6    | TUN Racha Soula                    | 8:19.31 | R     |

#### Eliminatória 4
| Pos. | Atleta                         | Tempo   | Notas |
| ---- | ------------------------------ | ------- | ----- |
| 1    | CHN Zhang Xiuyun               | 7:21.49 | Q     |
| 2    | SWE Frida Svensson             | 7:32.61 | Q     |
| 3    | PAR Gabriela Mosqueira Benitez | 7:52.07 | Q     |
| 4    | JPN Haruna Sakakibara          | 7:52.98 | Q     |
| 5    | MYA Shwe Zin Latt              | 8:10.15 | R     |

#### Eliminatória 5
| Pos. | Atleta                     | Tempo   | Notas |
| ---- | -------------------------- | ------- | ----- |
| 1    | BLR Ekaterina Karsten      | 7:30.31 | Q     |
| 2    | RUS Julia Levina           | 7:32.06 | Q     |
| 3    | USA Genevra Stone          | 7:33.68 | Q     |
| 4    | MEX Debora Oakley Gonzalez | 8:00.17 | Q     |
| 5    | ALG Amina Rouba            | 8:15.94 | R     |

### Repescagem

#### Repescagem 1
| Pos. | Atleta                   | Tempo   | Notas |
| ---- | ------------------------ | ------- | ----- |
| 1    | KOR Kim Ye-Ji            | 7:50.64 | Q     |
| 2    | ARG Lucia Palermo        | 7:52.49 | Q     |
| 3    | KAZ Svetlana Germanovich | 7:53.63 |       |
| 4    | ALG Amina Rouba          | 8:12.83 |       |

#### Repescagem 2
| Pos. | Atleta                   | Tempo   | Notas |
| ---- | ------------------------ | ------- | ----- |
| 1    | ESA Camila Vargas Palomo | 7:53.38 | Q     |
| 2    | IRI Soulmaz Abbasi       | 8:05.99 | Q     |
| 3    | MYA Shwe Zin Latt        | 8:09.59 |       |
| 4    | TUN Racha Soula          | 8:10.76 |       |

### Quartas de final

#### Quartas de final 1
| Pos. | Atleta                         | Tempo   | Notas |
| ---- | ------------------------------ | ------- | ----- |
| 1    | AUS Kim Crow                   | 7:34.29 | Q     |
| 2    | NZL Emma Twigg                 | 7:39.07 | Q     |
| 3    | GER Marie Louise Dräger        | 7:52.17 | Q     |
| 4    | MEX Debora Oakley Gonzalez     | 8:10.97 |       |
| 5    | PAR Gabriela Mosqueira Benitez | 8:14.36 |       |
| 6    | IRI Soulmaz Abbasi             | 8:27.28 |       |

#### Quartas de final 2
| Pos. | Atleta                   | Twmpo   | Notas |
| ---- | ------------------------ | ------- | ----- |
| 1    | CZE Miroslava Knapková   | 7:35.35 | Q     |
| 2    | USA Genevra Stone        | 7:39.67 | Q     |
| 3    | SWE Frida Svensson       | 7:40.64 | Q     |
| 4    | IRL Sanita Puspure       | 7:44.19 |       |
| 5    | CUB Yariulvis Cobas      | 7:56.89 |       |
| 6    | ESA Camila Vargas Palomo | 8:07.67 |       |

#### Quartas de final 3
| Pos. | Atleta                             | Tempo   | Notas |
| ---- | ---------------------------------- | ------- | ----- |
| 1    | CHN Zhang Xiuyun                   | 7:39.58 | Q     |
| 2    | RUS Julia Levina                   | 7:41.28 | Q     |
| 3    | LTU Donata Vištartaitė             | 7:45.68 | Q     |
| 4    | ZIM Micheen Thornycroft            | 7:56.66 |       |
| 5    | ARG Lucia Palermo                  | 8:06.47 |       |
| 6    | THA Phuttharaksa Neegree Rodenburg | 8:16.50 |       |

#### Quartas de final 4
| Pos. | Atleta                   | Tempo   | Notas |
| ---- | ------------------------ | ------- | ----- |
| 1    | DEN Fie Udby Erichsen    | 7:38.93 | Q     |
| 2    | BLR Ekaterina Karsten    | 7:42.00 | Q     |
| 3    | AZE Nataliya Mustafayeva | 8:00.26 | Q     |
| 4    | KOR Kim Ye-Ji            | 8:00.26 |       |
| 5    | JPN Haruna Sakakibara    | 8:12.26 |       |
| 6    | BRA Kissya da Costa      | 8:12.85 |       |

### Semifinais

#### Semifinais C/D
Semifinal 1
| Pos. | Atleta                             | Tempo   | Notas |
| ---- | ---------------------------------- | ------- | ----- |
| 1    | IRL Sanita Puspure                 | 7:51.69 | Q     |
| 2    | BRA Kissya da Costa                | 8:01.64 | Q     |
| 3    | THA Phuttharaksa Neegree Rodenburg | 8:03.91 | Q     |
| 4    | ARG Lucia Palermo                  | 8:09.85 |       |
| 5    | MEX Debora Oakley Gonzalez         | 8:14.03 |       |
| 6    | IRI Soulmaz Abbasi                 | 8:30.74 |       |

Semifinal 2
| Pos. | Atletas                        | Tempo   | Notas |
| ---- | ------------------------------ | ------- | ----- |
| 1    | ZIM Micheen Thornycroft        | 7:51.02 | Q     |
| 2    | CUB Yariulvis Cobas            | 7:54.22 | Q     |
| 3    | ESA Camila Vargas Palomo       | 7:57.22 | Q     |
| 4    | KOR Kim Ye-Ji                  | 7:59.78 |       |
| 5    | JPN Haruna Sakakibara          | 8:05.65 |       |
| 6    | PAR Gabriela Mosqueira Benitez | 8:10.15 |       |

#### Semifinais A/B
Semifinal 1
| Pos. | Atleta                  | Tempo   | Notas |
| ---- | ----------------------- | ------- | ----- |
| 1    | CZE Miroslava Knapková  | 7:42.57 | Q     |
| 2    | AUS Kim Crow            | 7:44.69 | Q     |
| 3    | BLR Ekaterina Karsten   | 7:44.94 | Q     |
| 4    | RUS Julia Levina        | 7:48.95 |       |
| 5    | LTU Donata Vištartaitė  | 7:56.05 |       |
| 6    | GER Marie Louise Dräger | 8:01.05 |       |

Semifinal 2
| Pos. | Atleta                   | Tempo   | Notas |
| ---- | ------------------------ | ------- | ----- |
| 1    | DEN Fie Udby Erichsen    | 7:44.33 | Q     |
| 2    | CHN Zhang Xiuyun         | 7:45.58 | Q     |
| 3    | NZL Emma Twigg           | 7:46.71 | Q     |
| 4    | USA Genevra Stone        | 7:52.98 |       |
| 5    | SWE Frida Svensson       | 7:54.52 |       |
| 6    | AZE Nataliya Mustafayeva | 8:06.83 |       |

### Finais

#### Final E
| Pos. | Atleta                   | Tempo   | Notas |
| ---- | ------------------------ | ------- | ----- |
| 1    | KAZ Svetlana Germanovich | 8:37.08 |       |
| 2    | ALG Amina Rouba          | 8:42.23 |       |
| 3    | TUN Racha Soula          | 8:49.47 |       |
| 4    | MYA Shwe Zin Latt        | 8:56.06 |       |

#### Final D
| Pos. | Atleta                         | Tempo   | Notas |
| ---- | ------------------------------ | ------- | ----- |
| 1    | KOR Kim Ye-Ji                  | 8:32.57 |       |
| 2    | PAR Gabriela Mosqueira Benitez | 8:34.51 |       |
| 3    | ARG Lucia Palermo              | 8:40.38 |       |
| 4    | MEX Debora Oakley Gonzalez     | 8:40.70 |       |
| 5    | JPN Haruna Sakakibara          | 8:42.90 |       |
| 6    | IRI Soulmaz Abbasi             | 8:57.98 |       |

#### Final C
| Pos. | Atleta                             | Tempo   | Notas |
| ---- | ---------------------------------- | ------- | ----- |
| 1    | IRL Sanita Puspure                 | 7:59.77 |       |
| 2    | ZIM Micheen Thornycroft            | 8:07.52 |       |
| 3    | CUB Yariulvis Cobas                | 8:14.59 |       |
| 4    | ESA Camila Vargas Palomo           | 8:19.75 |       |
| 5    | THA Phuttharaksa Neegree Rodenburg | 8:34.11 |       |
| –    | BRA Kissya da Costa                | DNS     |       |

#### Final B
| Pos. | Atleta                   | Tempo   | Notas |
| ---- | ------------------------ | ------- | ----- |
| 1    | USA Genevra Stone        | 7:45.24 |       |
| 2    | LTU Donata Vištartaitė   | 7:47.94 |       |
| 3    | RUS Julia Levina         | 7:49.22 |       |
| 4    | SWE Frida Svensson       | 7:56.42 |       |
| 5    | GER Marie Louise Dräger  | 8:11.71 |       |
| 6    | AZE Nataliya Mustafayeva | 8:23.64 |       |

#### Final A
| Pos               | Atleta                 | Tempo   | Notas |
| ----------------- | ---------------------- | ------- | ----- |
| Medalha de ouro   | CZE Miroslava Knapková | 7:54.37 |       |
| Medalha de prata  | DEN Fie Udby Erichsen  | 7:57.72 |       |
| Medalha de bronze | AUS Kim Crow           | 7:58.04 |       |
| 4                 | NZL Emma Twigg         | 8:01.76 |       |
| 5                 | BLR Ekaterina Karsten  | 8:02.86 |       |
| 6                 | CHN Zhang Xiuyun       | 8:03.10 |       |

Legenda
| Recorde mundial      | Recorde mundial (World record)               |                       | Recorde africano                      | Recorde africano (African) |                                           | Q | Classificado por posição (Qualified) |
| Recorde olímpico     | Recorde olímpico (Olympic record)            | Recorde da América    | Recorde da América (Americas)         | q                          | Classificado por melhor tempo (Qualified) |   |                                      |
| Melhor marca do ano  | Melhor marca do ano (World leading)          | Recorde asiático      | Recorde asiático (Asian)              | DNS                        | Não largou (Did not start)                |   |                                      |
| Recorde nacional     | Recorde nacional (National record)           | Recorde europeu       | Recorde europeu (European)            | DNF                        | Não terminou (Did not finish)             |   |                                      |
| Recorde pessoal      | Recorde pessoal do atleta (Personal best)    | Recorde da Oceania    | Recorde da Oceania (Oceania)          | DSQ / DQ                   | Desclassificado (Disqualified)            |   |                                      |
| Recorde da temporada | Recorde da temporada do atleta (Season best) | Recorde sul-americano | Recorde sul-americano (South America) | NM                         | Sem marca (No mark)                       |   |                                      |

### Remo
| S | Classificado(a) para as semifinais |    |                        | FA | Final A (disputa de medalhas) |  |  | FD | Final D (sem medalhas) |
| Q | Classificado(a) para as quartas    | FB | Final B (sem medalhas) | FE | Final E (sem medalhas)        |  |  |    |                        |
| R | Classificado(a) para a repescagem  | FC | Final C (sem medalhas) | FF | Final F (sem medalhas)        |  |  |    |                        |